# Rodez Aveyron Football
Rodez Aveyron Football es un club de fútbol francés de la ciudad de Rodez en Aveyron. Fue fundado en 1929 y juega en la Ligue 2, el segundo nivel del sistema de ligas del fútbol nacional.

## Palmarés
- Championnat National (3): 1988, 1990, 2018–19
- Championnat de France amateur (1): 2007
- Championnat de France amateur 2 (1): 2004
- Division 4 (1): 1984
- Division d'Honneur (Midi-Pyrénées) (3): 1956, 1969, 1982